# Hyporhagus alvarengai
Hyporhagus alvarengai es una especie de coleóptero de la familia Monommatidae.

## Distribución geográfica
Habita en Brasil.